# Eddy Kaspard
Eddy Kaspard (Papeete, Tahití, Polinesia francesa, 27 de mayo de 2001 – Paea, Tahití; 14 de agosto de 2025) fue un futbolista tahitiano que jugó en la posición de delantero.

## Carrera

### Club
| Periodo   | Club                |
| --------- | ------------------- |
| 2020–2022 | Trélissac FC        |
| 2022–2023 | Pouzauges Bocage FC |
| 2023-2024 | AS Tefana           |
| 2024-2025 | AS Venus            |

### Selección nacional
Kaspard estuvo en el proceso de selecciones menores de Tahití desde la categoría sub-17, siendo el capitán de Tahití en el Campeonato Sub-17 de la OFC 2017, donde anotó un gol ante Papúa Nueva Guinea en la derrota por 1-2. Rechazó jugar para Francia en las categorías sub-19 y sub-21 ya que Kaspard decidió representar a Tahití, con la que anotó tres goles en el Campeonato Sub-20 de la OFC 2018, uno de ellos en la derrota por 1-2 ante Nueva Zelanda, en la victoria por 6-0 sobre Papúa Nueva Guinea, y ante Islas Salomón en las semifinales. Terminó en tercer lugar en la tabla de goleadores del torneo. Tahití fue subcampeón del torneo y clasificó a la Copa Mundial de Fútbol Sub-20 de 2019 en Polonia, torneo en el que Kaspard fue convocado, y jugó en los tres partidos de la fase de grupos.
En febrero de 2022, Kaspard fue convocado por Tahití para jugar en la clasificación de OFC para la Copa Mundial de Fútbol de 2022 como uno de los cuatro que jugaban en el extranjero.
| N.º | Fecha                   | Sede                                               | Rival                    | Marcador | Resultado | Torneo                            |
| --- | ----------------------- | -------------------------------------------------- | ------------------------ | -------- | --------- | --------------------------------- |
| 1.  | 28 de agosto de 2023    | Stade Pater Te Hono Nui, Pirae, Polinesia Francesa | Islas Cook               | 2–0      | 9–1       | Amistoso                          |
| 2.  | 31 de agosto de 2023    | Stade Pater Te Hono Nui, Pirae, Polinesia Francesa | Islas Cook               | 2–0      | 3–0       | Amistoso                          |
| 3.  | 24 de noviembre de 2023 | SIFF Academy Field, Honiara, Islas Salomón         | Islas Marianas del Norte | 5–0      | 5–0       | Juegos del Pacífico 2023          |
| 4.  | 15 de noviembre de 2024 | Waikato Stadium, Hamilton, Nueva Zelanda           | Samoa                    | 1–0      | 3–0       | 2026 FIFA World Cup qualification |

## Vida personal y muerte
Kaspard era hijo del también futbolista Abet Kaspard Tahi, que llegó a jugar con Nuevas Hébridas. Su madre era de Tahití donde creció.
El 14 de agosto de 2025 Kaspard murió a los 24 años en un accidente de tráfico en Paea.